# Lotta Doll
Lotta Doll (* 6. September 1985) ist eine deutsche Schauspielerin und Synchronsprecherin.

## Leben
Doll absolvierte ihre Schauspielausbildung von 2006 bis 2009 an der Stage School of performing Arts Hamburg.
2014 wurde sie mit dem ‘Best Actress Award’ auf dem European Independent Filmfestival in Paris für die Rolle Hannah in dem Kurzfilm Ketten der Liebe – Chains of Love ausgezeichnet. 2014 spielte sie in The last Picture, einer internationalen Filmproduktion von Willem van Egmond und Franz Schepers, an der Seite von David Gant und Jan Plewka.
Außerdem war sie in einer Rolle in der Kinderserie ‘Die Pfefferkörner’’ zu sehen.
2015 spielte sie im Film Vorstadtrocker mit. Der Film entstand in der Reihe Nordlichter des NDR und wurde bei den 37. Biberacher Filmfestspielen als bester Fernsehfilm ausgezeichnet.
Als Sprecherin war sie im Hörspiel Kommissar Gordon – Der erste Fall, dem Spiel Dishonored: Die Maske des Zorns und dem Zeichentrickfilm Pinocchio als Pinocchio in der Hauptrolle tätig. In der neueren Sissi-Zeichentrickserie spricht sie die Eichhörnchendame Lulu.

## Filmografie

### Fernsehen
- 2013: Großstadtrevier (Fernsehserie)
- 2014: Die Pfefferkörner (Fernsehserie)
- 2015: Vorstadtrocker
- 2016: Notruf Hafenkante (Fernsehserie)
- 2017: Alles Klara (Fernsehserie)
- 2018: Reich oder tot
- 2019: Tatort: Wo ist nur mein Schatz geblieben?
- 2021: Du sollst nicht lügen (Fernsehserie)

### Kino
- 2011: Stadtigel
- 2012: Feuer
- 2013: Encounters
- 2013: Ketten der Liebe (Chains of Love)
- 2014: Trailer Filmfest Hamburg
- 2014: The last Picture

## Auszeichnungen
- 2014: ÉCU European Independent Filmfestival – Beste Schauspielerin in Ketten der Liebe – Chains of Love